# Krążowniki liniowe typu Mackensen
Krążowniki liniowe typu Mackensen – typ krążowników liniowych budowanych dla Kaiserliche Marine w czasie I wojny światowej. Miał się składać z czterech jednostek, dla których przewidziano nazwy: „Mackensen”, „Graf Spee”, „Prinz Eitel Friedrich” i „Fürst Bismarck”. Żadna z nich nie została ukończona, ponieważ priorytety stoczniowe zostały zmienione z jednostek liniowych na U-Booty. Wszystkie kadłuby zostały zezłomowane na początku lat 20. XX wieku.
Projekt nowych okrętów liniowych stanowił ulepszoną wersję poprzedniego typu – Derfflinger. Były one wyposażone w nowe, potężniejsze działa kal. 35 cm. Miały również otrzymać mocniejsze urządzenia napędowe, aby zapewnić większą prędkość maksymalną i znacząco zwiększyć zasięg. Typ Mackensen stanowił podstawę dla projektu nowszych krążowników liniowych typu Ersatz Yorck, które miały być wyposażone w działa kalibru 38 cm, będące niemiecką odpowiedzią na uzbrojenie brytyjskich krążowników liniowych typu Renown. Nowy typ miał nosić nazwę Ersatz Yorck ponieważ pierwszy okręt tego typu miał zastąpić krążownik pancerny SMS „Yorck”, który zatonął na minach niemieckich na początku wojny. Prace nad tym typem krążowników liniowych zostały jednak szybko przerwane.
W odpowiedzi na rozpoczęcie budowy okrętów typu Mackensen Wielka Brytania rozpoczęła budowę krążowników typu Admiral, jednak budowa wszystkich poza jednym została przerwana. HMS „Hood” został ukończony już po zakończeniu wojny.

## Projekt
Ostatnia, czwarta niemiecka ustawa o flocie (niem. Flottengesetz), która weszła w życie w roku 1912, była podstawą programu budowy nowych jednostek morskich podczas I wojny światowej. Urząd Marynarki zdecydował, że flota powinna otrzymywać jeden nowy pancernik i jeden krążownik liniowy rocznie w latach 1913–1917, a także dodatkową jednostkę każdej klasy w 1913 i 1916 roku. Do lutego 1915 r. niemieckie dowództwo zdało sobie sprawę, że wojny nie da się wygrać błyskawiczną kampanią, tak jak w 1870 r. W związku z tym ministerstwo marynarki zdecydowało się na zastąpienie sześciu krążowników pancernych i siedmiu lekkich krążowników, które zostały zatopione do tego momentu w działaniach wojennych. Cesarz Wilhelm II zażądał, by nowe okręty były uzbrojone w działa kalibru 380 mm, admirał Friedrich von Ingenohl, dowódca Hochseeflotte, preferował działa kalibru 305 mm z poprzedniego typu Derfflinger. W ramach kompromisu nowe krążowniki liniowe zostały uzbrojone w osiem dział kalibru 350 mm.
Zespół projektowy kierowany przez Marine-Oberbauarta Ahnhudta stwierdził, że zgodnie z praktyką wcześniejszych projektów, kotłownia okrętów będzie się składała w jednej trzeciej z kotłów opalanych paliwem płynnym i w dwóch trzecich z kotłów opalanych węglem. Te ostatnie były preferowane zarówno z powodu dostępności tego paliwa, jak i tego, że węgiel składowany w ładowniach umieszczonych wzdłuż burt jednostek zapewniał dodatkową ochronę, szczególnie ważną dla słabiej opancerzonych krążowników liniowych. Problemem było powiększenie rozmiarów jednostek w porównaniu do wcześniejszych typów. Cesarskie suche doki miały głębokość pozwalającą na przyjmowanie jednostek o zanurzeniu do 9 metrów. Znaczyło to, że zwiększenie wyporności mogło się odbywać jedynie przez powiększenie długości i szerokości kadłubów. To z kolei było ograniczone szerokością śluz kanału wejściowego w bazie floty w Wilhelmshaven.

## Konstrukcja

### Charakterystyka ogólna
Okręty typu Mackensen miały mieć długość 223 metrów, szerokość 30,4 metra i zanurzenie 9,3 m na dziobie i 8,4 m na rufie. Wyporność konstrukcyjna miała być równa 31 000 tonom, wyporność pełna 35 300 tonom metrycznym. Konstrukcja kadłuba nowych krążowników miała opierać się na stalowych wzdłużnicach, z przynitowanymi do nich elementami poszycia i pancerza. Był to taki sam typ konstrukcji jak w poprzednim typie Derfflinger i miał na celu zaoszczędzenie na wadze w porównaniu do typowych metod budowy stosowanych we wcześniejszych konstrukcjach. Kadłuby miały być podzielone na 18 przedziałów wodoszczelnych, podwójne dno było zaprojektowane na 92% długości kadłuba. W porównaniu do poprzedniego typu obejmowało ono o 27% większą powierzchnie kadłuba.
Okręt miał mieć załogę składającą się z 46 oficerów i 1140 podoficerów i marynarzy. W przypadku pełnienia roli okrętu flagowego eskadry obsada zwiększała się o dodatkowych 14 oficerów i 62 podoficerów i marynarzy. Okręty były także wyposażone w sporą ilość mniejszych jednostek pływających i łodzi ratunkowych.

### Maszynownia
Okręty miały być wyposażone w cztery zespoły turbin parowych typu Marine, z których każda napędzała trójpłatową śrubę napędową o średnicy 4,2 m. Turbiny zamontowane w „Fürst Bismarck” były wyposażone w przekładnie hydrauliczne dla prędkości marszowej, opracowane przez Hermanna Föttingera z AG Vulcan Stettin. W przypadku pozostałych trzech jednostek projekt przewidywał bezpośrednie napędzanie wałów przez obracające się turbiny. Te ostatnie miały być zasilane w parę z 32 kotłów parowych typu Schulz-Thornycroft, z których 8 było opalanych mazutem, zaś pozostałe 24 węglem. Moc maksymalna na wałach miała wynosić 90 000 KM, maksymalna prędkość 28 węzłów. Zasobnie węglowe mogły pomieścić 800 ton węgla, a zbiorniki mazutu 250 ton. Do przewozu paliwa wykorzystać miano także przestrzeń pomiędzy grodzią torpedową a burtą. Ta dodatkowa przestrzeń dawała możliwość załadowania 4000 ton węgla i 2000 ton mazutu. Z pełnym zapasem okręty miały mieć zasięg 8000 mil morskich przy prędkości 14 węzłów. Instalacja elektryczna na okrętach miała być zasilana z 8 generatorów dieslowskich o mocy 2320 kW (220 V). Planowano wyposażyć krążowniki w dwa równoległe stery zamontowane na rufie po obydwu burtach (w przeciwieństwie do sterów w typie Derfflinger i wcześniejszych, ułożonych w tandem), co miało poprawić sterowność.

### Uzbrojenie
Okręty typu Mackensen miały być wyposażone w artylerię główną składającą się z ośmiu nowych dział kal. 350 mm SK L/45. Miały się one znajdować w czterech dwudziałowych wieżach: dwie miały być ustawione w superpozycji na dziobie, dwie na rufie. Działa miały być zamontowane na podstawach Drh LC/1914, które mogły podnieść lufy do 16 stopni i obniżyć je do -8 stopni. Łączna liczba pocisków w zapasie miała wynosić 720, to jest 90 sztuk na lufę.
Działa były zaprojektowane do strzelania pociskami o wadze 600 kg z szybkostrzelnością 2,5 pocisku na minutę. Pociski miały prędkość wylotową 815 metrów na sekundę. Donośność maksymalna wynosiła 20 000 metrów.
Artyleria średniego kalibru miała składać się z czternastu szybkostrzelnych dział kalibru 150 mm SK L/45 zamontowanych w opancerzonych kazamatach wzdłuż centralnej nadbudówki. Każde działo miało mieć zapas 160 pocisków i mogło strzelać na odległość 13 500 m, później zwiększono ją do 16 800 m. Szybkostrzelność wynosiła od 5 do 7 strzałów na minutę. Pociski ważyły 45,3 kg i były wystrzeliwane przy użyciu 13,7 kg ładunku prochowego RPC/12 z prędkością początkową 835 metrów na sekundę. Żywotność luf była oceniana na 1400 strzałów.
Okręty miały być także uzbrojone w osiem dział przeciwlotniczych kal. 88 mm L/45 zamontowanych na pojedynczych podstawach. Plan zakładał, że cztery z nich będą ustawione w pobliżu tylnych dział artylerii głównej, kolejna czwórka natomiast w pobliżu przedniej wieży dowodzenia. Podstawy MPL C/13 pozwalały na operowanie działami od -10 do +70 stopni. Działa strzelały 9-kilogramowymi pociskami i miały skuteczną donośność pionową 9150 m przy maksymalnym kącie podniesienia.
Podobnie jak większość okrętów tej klasy z okresu I wojny światowej, typ Mackensen miał być także wyposażony w wyrzutnie torped umieszczone poniżej linii wodnej. Było to pięć wyrzutni kal. 600 mm: jedna na dziobie i po dwie na każdej burcie. Torpedy należały do typu H8, miały długość 8 metrów i były uzbrojone w głowicę zawierającą 210 kg hexanitu. Torpedy miały zasięg 6000 m z prędkością 36 węzłów i 14 000 metrów z prędkością 30 węzłów. Zapas torped miał wynosić 24 sztuki.

### Opancerzenie
Pancerz okrętów typu Mackensen miał być wykonany ze stali cementowanej Kruppa, co było typowym rozwiązaniem dla dużych okrętów niemieckich tego okresu. Dokładne dane dla typu Mackensen są nieznane. Według niepełnych informacji krążowniki miały posiadać burtowy pas pancerny o grubości maksymalnej 300 mm, tworzący cytadelę pancerną, gdzie były umieszczone najważniejsze mechanizmy. Mieściły się tam także komory amunicyjne i maszynownia. Cytadela była na obydwu końcach zamknięta poprzecznymi grodziami pancernymi o grubości do 250 mm. Pas był zredukowany w mniej ważnych obszarach: do 120 mm z przodu okrętu i do 100 mm na rufie, w sekcjach krańcowych zmniejszał się do 30 mm na samym dziobie, natomiast rufa nie była opancerzona wcale. Wzdłużna gródź przeciwtorpedowa o grubości 45 mm miała biec wzdłuż całego kadłuba kilka metrów poniżej głównego pasa pancernego. Pancerz poziomy stanowił pokład pancerny o grubości 20 do 30 mm, w najbardziej wrażliwych miejscach zwiększonej do maksymalnie 80 mm.
Główna wieża dowodzenia, zlokalizowana w dziobowej nadbudówce, miała mieć pancerz o maksymalnej grubości ścian 300 mm, zaś dachu 130 mm. Tylna wieża dowodzenia miała być lżej opancerzona: odpowiednio do 200 i 50 mm. Wieże artylerii głównej miały chronić płyty pancerne o grubości do 300 mm od frontu, 270 mm po bokach i do 150 mm od góry. Barbety miały mieć maksymalną grubość 300 mm. Kazamaty dział artylerii średniego kalibru miały mieć pancerz grubości 150 mm, dodatkowo działa miały być wyposażone w osłony przeciwodłamkowe grubości 70 mm.

## Budowa i jej przerwanie

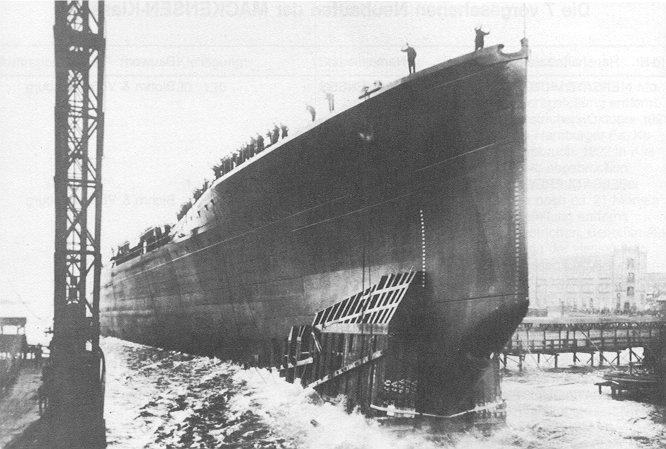
Wodowanie SMS „Mackensen”

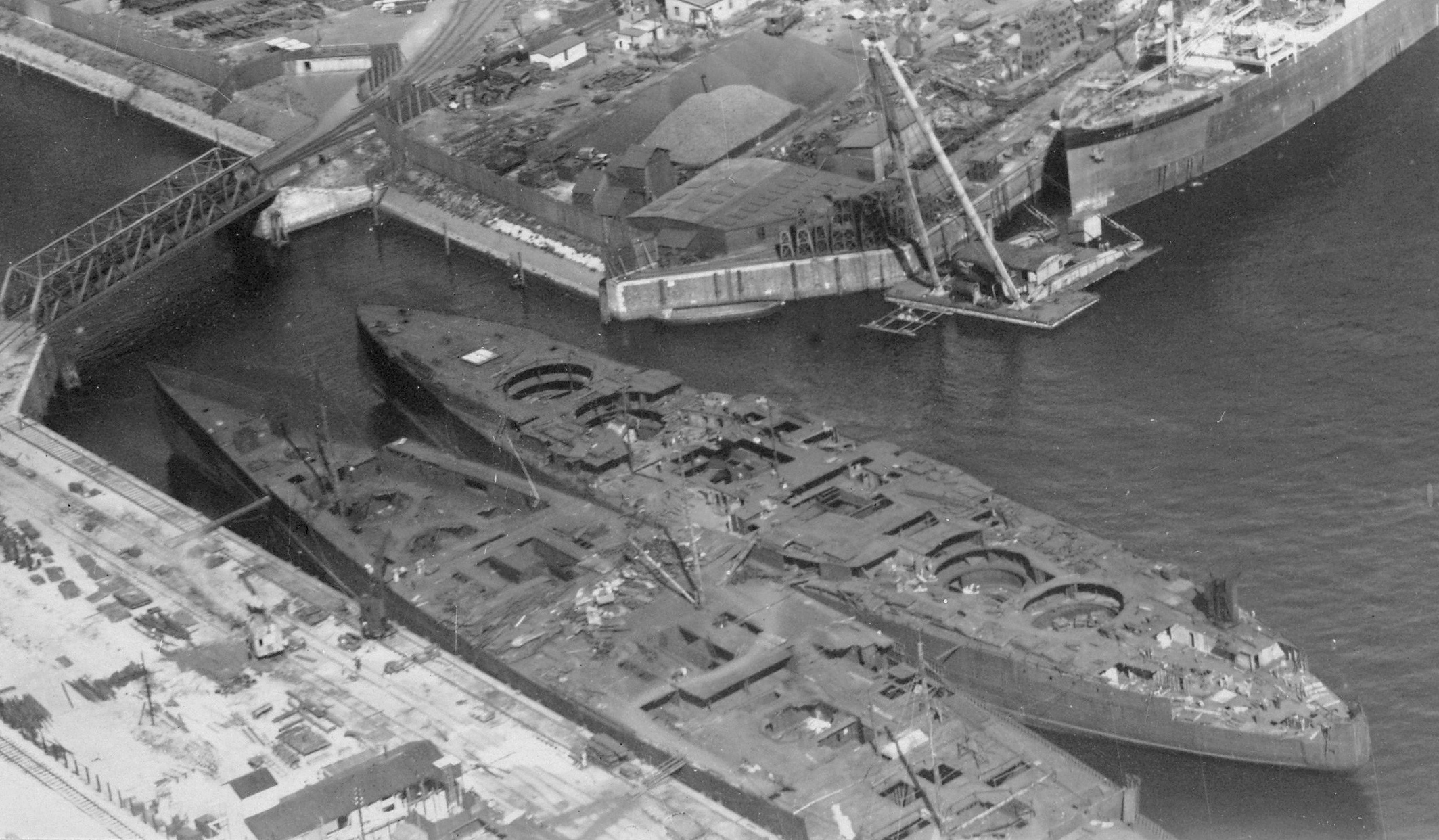
„Prinz Eitel Friedrich” i pancernik „Württemberg” w Hamburgu po wojnie

Zaplanowano budowę czterech okrętów: „Mackensen”, „Graf Spee”, „Prinz Eitel Friedrich” i „Fürst Bismarck”. „Mackensen” został zamówiony pod tymczasową nazwą „Ersatz Victoria Louise”. Jego patronem został marszałek polny August von Mackensen. Stępkę okrętu położono 30 stycznia 1915 r. w stoczni Blohm & Voss w Hamburgu, otrzymał numer stoczniowy 240. Został zwodowany 21 kwietnia 1917 roku, ale budowę przerwano około 15 miesięcy przed oddaniem jednostki do służby. „Mackensen” został skreślony z listy jednostek floty na podstawie traktatu wersalskiego 17 listopada 1919 roku, sprzedany na złom i rozebrany w 1922 r. w Kilonii-Nordmole.
Patronem „Graf Spee” był wiceadmirał Maximilian von Spee, dowódca Niemieckiej Eskadry Wschodnioazjatyckiej, który zginął, gdy jego eskadra została zniszczona w bitwie w pobliżu Wysp Falklandzkich w 1914 r. Stępkę nowego okrętu położono 30 listopada 1915 roku w stoczni Schichau w Danzig (obecnie Gdańsk), jednostkę zamówiono pod tymczasową nazwą „Ersatz Blücher”. Został zwodowany 15 września 1917 r. Budowę przerwano około 12 miesięcy przed oddaniem do służby. Był najbardziej zaawansowaną w budowie jednostką spośród wszystkich tego typu. Skreślony z listy floty 17 listopada 1919 roku. 28 października 1921 r. nieukończony kadłub sprzedano za 4,4 miliona marek. Okręt rozebrano w Kilonii-Nordmole. Dzwon okrętowy trafił do kościoła w Gdańsku-Brzeźnie.
Przyszły „Prinz Eitel Friedrich” został zamówiony pod tymczasową nazwą „Ersatz Freya” jako zastępstwo za SMS „Freya”. Jego patronem był jeden z synów cesarza Wilhelma II – Eitel Friedrich (1883–1942). Stępkę okrętu położono 1 maja 1915 roku w stoczni Blohm & Voss, okręt otrzymał numer stoczniowy 241. Od oddania do służby dzieliło go około 21 miesięcy budowy, gdy został zwodowany 13 marca 1920 roku, by zwolnić pochylnię. Został zezłomowany w Hamburgu w 1921 r. W czasie ceremonii wodowania robotnicy stoczniowi nadali mu nazwę „Noske”.
„Fürst Bismarck” został zamówiony jako „Ersatz A”, później „Ersatz Friedrich Carl”, miał nosić nazwę dla uczczenia niemieckiego kanclerza Ottona von Bismarcka. Stępkę okrętu położono 3 listopada 1915 roku w stoczni Kaiserliche Werft Wilhelmshaven, otrzymał numer stoczniowy 25. Od oddania do służby dzieliło go około 26 miesięcy, gdy prace przerwano. Nigdy nie został zwodowany – został rozebrany na pochylni w 1922 r.
Główną przyczyną wstrzymania budowy tych czterech okrętów była zmiana w priorytetach stoczniowych – nacisk z okrętów liniowych przeniesiono na U-Booty. W ostatnich dwóch latach wojny, gdy środki na budowę okrętów były ograniczane, były one kierowane bezpośrednio na budowę U-Bootów, co jeszcze bardziej opóźniało budowę dużych jednostek. Urząd Marynarki sporządził raport datowany na 1 lutego 1918 roku, w którym stwierdza, że budowa okrętów liniowych została wstrzymana głównie z powodu zmiany priorytetów na okręty podwodne.